# 蓮ダム
蓮ダム（はちすダム）は、三重県松阪市飯高町森地先、一級水系櫛田川水系蓮川（はちすがわ）に建設されたダムである。
国土交通省中部地方整備局によって建設された特定多目的ダム法に基づく特定多目的ダムで、櫛田川水系に建設された唯一の多目的ダムである。また、三重県内では唯一となる国交省直轄ダムでもある。櫛田川および蓮川の治水と、松阪市を始めとした南勢地域および志摩半島とその周辺島嶼部への利水を目的としている。ダム湖の名称は奥香肌湖（おくかはだこ）。

## 沿革
三重県南勢地域を流れる櫛田川は、宮川等と同じく日本有数の多雨地帯である台高山脈を水源とする。この為梅雨の末期や台風襲来時には度々集中豪雨が流域を襲い、そのたびに甚大な被害を受けた。特に1959年（昭和34年）の伊勢湾台風では宮川流域は昭和32年に完成していた宮川ダムの洪水調節により大きな被害が出なかったが、櫛田川は過去最悪の洪水被害を出し、死者16人・重軽傷者248人、浸水家屋3,814戸という莫大な被害であった。この為建設省（現・国土交通省）は櫛田川の緊急的な治水対策に乗り出し堤防補強・延伸の他、河水流下阻害の要因となっていた固定堰・櫛田川頭首工の可動堰化を1964年（昭和39年）より行い、1969年（昭和44年）に櫛田可動堰として改築された。
その後櫛田川水系は1967年（昭和42年）5月に一級水系に指定され、翌1968年（昭和43年）2月8日には河川整備の基準計画である『櫛田川水系工事実施基本計画』がまとめられた。この中で総合的な治水対策として櫛田川上流にダムを建設する計画が持ち上がった。一方志摩半島の鳥羽市、志摩市、南伊勢町の地域は交通網の発達により観光客と水需要が増加し、これに伴う上水道整備が課題となった。特に大河川の無い志摩半島や離島においては、渇水時には深刻な水不足を招いていた為、新規の水資源開発が叫ばれるようになった。志摩半島北部を流れる宮川の水は豊富であるが、水力発電に用いた後で大部分が熊野灘に流され、流域以外へ給水する余力が不足していたことから櫛田川が注目された。
こうして治水・利水の必要性が櫛田川水系で求められ、多目的ダムの建設が要望された。だが櫛田川本川はダムを建設する適地が無かった為、支流の蓮川に特定多目的ダムを建設する事で治水・利水に供する事となった。そして1971年（昭和46年）、建設省中部地方建設局（現・国土交通省中部地方整備局）は『櫛田川総合開発事業』の一環として蓮ダムを建設する計画を発表した。

## 目的
ダムの建設により65戸の住居が水没する事から住民の反発が激しく、補償交渉には時間が掛かった。建設省はこれを打開する為に1978年（昭和53年）3月28日に水源地域対策特別措置法の対象ダムとして指定し、水没地域の活性化策や観光振興策、水没住民に対する補償額引き上げや移転時住宅利子補給等の補償策を住民に提示した。これにより1981年（昭和56年）には補償交渉も妥結し、同年より建設工事を開始。更に10年後の1991年（平成3年）に完成した。計画発表より20年が経過していた。
目的は櫛田川流域の洪水調節、櫛田川流域の正常な流水量維持を図る不特定利水、南勢地域への上水道供給（後述）、及び三重県企業庁による認可出力4,800kWの水力発電である。洪水調節に関しては伊勢湾台風時の洪水を基準とした洪水調節を当初図っていたが、1994年（平成6年）9月の豪雨においてダム付近で総雨量673mmを記録。ダムの洪水調節にも拘らず飯南町・飯高町で浸水被害が発生した。この為両町長や流域住民からダムの洪水調節計画の見直しが強く要求され、事態を重視した建設省はダムの洪水時ゲート操作規則を改め、下流の疎通能力が向上するまでの暫定的措置として最大放流量を毎秒1000トンから350トンに減らすこととした。これ以降ダムは洪水調節に威力を発揮し、2004年（平成16年）9月の台風21号において洪水調節能力を超える出水となった宮川流域では上流・中流部で甚大な被害を受け、下流域では堤防決壊が危惧される事態に及んだが、伊勢湾台風の時とは逆に櫛田川では基準点（両郡）の流量では平成6年9月出水と同規模の出水となったが被害は最小限に抑えられた。櫛田川は警戒水位を上回ったもののダムの洪水調節によって1.2mの水位低減を飯高町の田引観測所で記録した。その結果、浸水は飯南町の一部に限られた。過去の失態を教訓とした結果、ダムと堤防などの治水事業が有効に機能した一例である。
一方、上水道事業としては1992年（平成4年）4月より『南勢志摩水道用水供給事業』として南勢志摩地域（伊勢市・松阪市・鳥羽市・志摩市・多気郡多気町・度会郡玉城町・多気郡明和町・度会郡南伊勢町）への給水が行なわれている。南勢志摩水道は櫛田川中流の津留取水口より取水され、多気町の多気浄水場から給水されている。多気浄水場からの送水管は水資源が豊富な三重県中勢地域から、慢性的な水不足に悩む志摩半島地域への給水が目的であり、玉城町昼田から宮川を渡り伊勢市佐八町より宮川を遡り、サニーロード沿いに山を越え南伊勢町船越から東方の志摩市浜島町で神路ダムの給水を補助し、伊勢市から東方の鳥羽市の水源となり、神島などの離島の水源にもなっている。
神島では1979年（昭和54年）より本土からの送水を受けていたが、本土の鳥羽市内も頻繁に水不足に悩まされる地域であったため、不安定な給水にしばしば悩まされていた。蓮ダム完成以後は上水道・下水道の整備が一挙に進み、水洗トイレ普及率が100%になる、水産品の加工に大量の水を使えるようになるなど島民の生活の質が大幅に改善した。ダムによって離島の水需要が大幅に改善した例は土師ダム（江の川）・高瀬堰（太田川）・温井ダム（滝山川）による芸予諸島への供給などがある。

## 奥香肌湖
ダムによって出来た人造湖は奥香肌湖（おくかはだこ）というが、これはダム完成に先立つ1990年（平成2年）に一般公募にて決められた。名前の由来は付近の渓谷である奥香肌峡から因んだものである。香肌峡県立自然公園に指定されていて、奥香肌湖周辺には蓮八滝と呼ばれる八箇所の滝があり、遊歩道なども整備されている他、ダム下流には奥香肌峡温泉もある。また秋には紅葉が湖面を彩る。例年10月には「奥香肌湖マラソン大会」が実施され、15km・6kmマラソンと3kmトリムウォークが行われる。これ以外でもダムは常時開放されており、事前に申し込めばダム内部も見学する事が可能である。奥香肌湖は釣りも可能であるが、ブラックバスなどの外来魚の再放流は三重県の条例により禁止されている。
ダムへは伊勢自動車道・松阪インターチェンジから国道166号を経由し、奥香肌峡温泉方面に進む。公共交通機関で利用する場合はJR東海・紀勢本線松阪駅より三重交通バス・「奥香肌峡温泉スメール」行で宇藤木バス停下車、徒歩20分である。